# كارل ألكسندر من لورين
الأمير تشارلز أليكسندر (بالفرنسية: Charles Alexandre Emanuel de Lorraine)؛ ولد في 12 كانون الأول عام 1712 في لونفيل (Lunéville) في فرنسا وتوفي في 4 تموز عام 1780 في تيرفورين (Tervuren).
كان جنرالا وجنديا نمساوي ولد في منطقة لورين في فرنسا،  وكان أيضاً مشير (رتبة عسكرية) في الجيش الإمبراطوري (الإمبراطورية الرومانية المقدسة)، بالإضافة إلى كونه في ذلك الوقت والي الأراضي المنخفضة النمساوية.

## حرب السنوات السبع
على الرغم من سجلاته الحاملة للعديد من الهزائم، كان قادراً على الحفاظ على رتبته والتمسك بها بشكل مستمر وقوي بسبب دعم أخيه له، حيث أن أخاه كان لديه قوّة وتأثير كبيرين على التعيين والترقية العسكرية.
أثناء حرب السيلسيان الثالثة للنمسا ضد (مملكة) بروسيا (جزء من حرب السنوات السبع )، قاد تشارلز جيش الإمبراطورية الرومانية المقدسة (أو الملقب أحياناً  في ذلك الوقت الإمبراطورية الألمانية الرومانية) في معركة براغ وعلى الرغم أنه خسر المعركة على يد فريدرش العظيم، ملك بروسيا، ولكنه استطاع أن يُكبّد القوات البروسية، المتفوقة عليه عسكرياً، خسائر فادحة. تمكن تشارلز في وقت لاحق من غلب ودحر قوات بروسية صغيرة في عام 1757 في معركة بريسلاو قبل أن يتم إجلائه وطرده بالكامل من قبل فريدرش العظيم في معركة ليوثين، والتي تعتبر أحد أكثر انتصارات فريدرش تألقاً.
أثناء هذه المعركة، كان قد تم تعين تشارلز قائداً لقوات الجيش الإمبراطوري (الإمبراطورية الرومانية المقدسة) من قبل ماريا تيريزا.
في ليوثين، هُزِمَ النمساويون هزيمة ساحقة من قبل جيش يناهز نصف عددهم، ومع أسلحة أقل، فضلاً عن حالة الإرهاق التي كان ذلك الجيش فيها عقب مسيرة طويلة دامت لمدة تربو على 12 يوماً. أصيب تشارلز وأحد نوابه، ليوبولد جوزيف فون داون، بالإحباط وخيبة الأمل بسبب هذه الهزيمة، وقررت ماريا تيريزا، إثر تلك الهزيمة المدمرة، تبديله بدوان؛ وبذلك تقاعد تشارلز من الخدمة العسكرية وأصبح يعمل بعدها كحارس للأراضي المنخفضة الهابسبورجية. على الرغم من أنه لم يكن قائداً عسكرياً ناجحاً، إلا أن تشارلز أثبت أنه مدير كفؤ، وذو أهلية، ومحبوب من قبل الشعب. تحت إدارته، ازدهرت الأراضي الهابسبورجية لحد ما بطريقة أو بأخرى، وكان منفعلاً ومهتماً بالحياة الثقافية لمقاطعة الأراضي الهابسبورجية.

## روابط خارجية
- كارل ألكسندر من لورين على موقع الموسوعة البريطانية (الإنجليزية)